# ماناسلو
ماناسلو (मनास्लु) أو كوتانغ هو ثامن أعلى جبل في العالم يقع في مانسيري، هيمال كجزء من سلسلة جبال الهيمالايا في نيبال.
كلمة ماناسلو هي كلمة من اللغة السنسكريتية تعني «جبل الروح».